# راس کمپ
راس کمپ (انگلیسی: Ross Kemp؛ زادهٔ ۲۱ ژوئیهٔ ۱۹۶۴) هنرپیشه و مجری تلویزیون اهل انگلستان است. وی از سال ۱۹۸۵ میلادی تاکنون مشغول فعالیت بوده‌است.
از فیلم‌ها یا برنامه‌های تلویزیونی که وی در آن نقش داشته‌است می‌توان به ایست‌اندرز، نیروی نهایی، و سرود کریسمس اشاره کرد..